# Uthamadhanapuram
Uthamadhanapuram (Tamil: உத்தமதானபுரம் Uttamatāṉapuram [ˈut̪ːəməˌd̪aːnəˌpurʌm]; auch Uthamadanapuram, Uttamadanapuram) ist ein Dorf im indischen Bundesstaat Tamil Nadu. Es liegt im Kaveri-Delta rund zwei Kilometer südöstlich der Stadt Papanasam. Verwaltungsmäßig gehört Uthamadhanapuram zum Taluk Valangaiman des Distrikts Tiruvarur. Die Einwohnerzahl beträgt rund 900 (Volkszählung 2011).
Uthamadhanapuram ist der Heimatort des bedeutenden tamilischen Philologen U. V. Swaminatha Iyer (1855–1942). Obwohl er in Sooriyamoolai, dem Heimatdorf seiner Mutter, geboren wurde und den Großteil seiner Kindheit an anderen Orten verbrachte, betrachtete Swaminatha Iyer Uthamadhanapuram stets als seinen Heimatort, da seine Familie väterlicherseits von hier stammte. In seiner Autobiographie gibt Swaminatha Iyer die Gründungslegende des Dorfes wieder: Demnach habe im 18. Jahrhundert der König von Thanjavur auf einer Reise durch sein Herrschaftsgebiet an der Stelle des heutigen Uthamadhanapuram eine Rast eingelegt. Er hatte ein Fastengelübde abgelegt, vergaß dies aber und kaute Betel. Als er sein Versehen bemerkte, beschloss er als Buße sofort an Ort und Stelle eine Brahmanensiedlung (Agraharam) zu gründen und verfügte eine Landschenkung an 48 Brahmanenfamilien. Daher erhielt der Ort den Namen Uttamadānapuram (Sanskrit für „Stadt der vorzüglichsten Schenkung“). Laut Swaminatha Iyer lebten in dem Dorf während seiner Kindheit Angehörige verschiedener Brahmanenkasten sowie niedrigkastige Bauern, die die von den Brahmanen besessenen Ländereien bestellten.
Das Dorf Uthamadhanapuram besteht aus nur zwei Straßen, einer in Ost-West-Richtung verlaufenden und einer, die von Norden nach Süden verläuft. Am westlichen Ende der Ost-West-Straße befindet sich ein Tempel des Hindu-Gottes Vishnu, der hier unter dem Namen Lakshmi Narayana Perumal verehrt wird, und am Südende der Nord-Süd-Straße steht der dem Gott Shiva geweihte Kailasanathar-Tempel. In U. V. Swaminatha Iyers Elternhaus besteht seit 2008 eine Gedenkstätte.